# The Village Gate

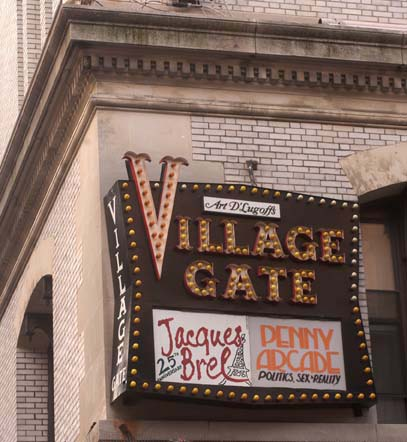
Logo des Village Gate

The Village Gate war ein 1958 gegründeter New Yorker Nachtclub, der sich Ecke Thompson und Bleecker Street im Stadtteil Greenwich Village befand. Er bestand in dieser Form bis 1993.

## Geschichte des Village Gate
Der Club wurde 1958 von dem Impresario Art D’Lugoff (1924–2009) eröffnet; er befand sich im Erd- und Kellergeschoss von 158 Bleecker Street. Der breite Bau aus dem Jahr 1896 im Stil der Chicagoer Schule war von dem Architekten Ernest Flagg erbaut worden und war in Manhattan als das Mills House No. 1 bekannt. Es diente als Absteige für Montagearbeiter.
In den 38 Jahren seines Bestehens traten im Village Gate berühmte Künstler wie John Coltrane, Coleman Hawkins, Billie Holiday, Duke Ellington, Dizzy Gillespie, Bill Evans, Herbie Mann, Art Blakeys Jazz Messengers, Thelonious Monk, Nina Simone und Aretha Franklin auf, die hier ihr Debüt in der New Yorker Musikszene hatte. 1968 hatte hier das Musical Jacques Brel Is Alive and Well and Living in Paris Premiere. Neben Jazz präsentierte er im Village Gate auch Folk-Musik wie Zal Yanovsky und Kabarettisten.
Am 15. Januar 1961 wurde Max Roachs We Insist! Freedom Now Suite im Rahmen eines Benefiz-Konzerts für die Bürgerrechtsorganisation CORE uraufgeführt, das $2,50 Eintritt kostete.
In den 1960er Jahren hatte hier der Radio-DJ Symphony Sid eine regelmäßige Show, die „Monday Nights at the Gate“, bei der viele Musiker der New Yorker Latin-Music-Szene auftraten. Im Village Gate entstanden dann auch zahlreiche Live-Alben der Salsamusik (Salsa Meets Jazz) mit Sonny Stitt/Eddie Palmieri, Dexter Gordon/ Machito, Dizzy Gillespie/Tito Puente sowie mit James Moody, Wynton Marsalis, Bobby Hutcherson, David Fathead Newman, Slide Hampton und Pharoah Sanders. Bei einer Benefiz-Veranstaltung für Timothy Leary im Mai 1970 gastierten dort u. a. Jimi Hendrix, Jim Morrison und Allen Ginsberg. Von 1971 bis 1973 war das Village Gate Spielstätte einer musikalischen Comedy-Revue mit dem Titel National Lampoon Inc, bei der Komiker wie John Belushi, Chevy Chase und Christopher Guest auftraten; u. a. mit einer Satire auf das Woodstock-Festival 1969 (Woodchuck).
Seit 1966 trat die Harfenistin Daphne Hellman mit ihren Hellman’s Angels jeden Dienstagabend, wenn sie in der Stadt war, im Club auf.
Im Obergeschoss des Hauses eröffnete D’Lugoff den Club Top of the Gate, der bis Mitte der 1970er Jahre Jazzmusik anbot. Das Village Gate schloss 1994 und wurde 1996 für kurze Zeit auf der West 52sten Straße wiedereröffnet. (240 West 52d Street), bei der die Revue The Village Gate 52nd Street – A Brief History of White Music gespielt wurde. Am Standort Bleecker Street befindet sich seit 2008 Le Poisson Rouge, in dem neben (Jazz-)Musik auch Multimedia und Cabaret geboten werden.

## Wichtige Jazzaufnahmen aus dem Village Gate
- John Coltrane Evenings at the Village Gate (1961, ed. 2023)
- Albert Ayler Live in Greenwich Village (1965)
- Alice Coltrane Journey in Satchidananda (1970)
- Chris Connor At the Village Gate
- Larry Coryell At the Village Gate (1971)
- Coleman Hawkins Alive! At the Village Gate (1962)
- Milt Jackson Quintet Live at the Village Gate (1963)
- Lambert, Hendricks & Bavan Havin’ a Ball at the Village Gate (1963)
- Herbie Mann Live at the Village Gate (1961)
- Thelonious Monk Live! At the Village Gate (1963, ed. 1985)
- Sonny Rollins Our Man in Jazz (1962)
- Mongo Santamaría At the Village Gate (1963)
- Horace Silver Quintet Doin’ the Thing (At the Village Gate) (1961)
- Nina Simone At The Village Gate (1962)
- Swingle Singers Live In New York '82 (1982)
- Clark Terry Live at the Village Gate (1990)
- Toshiko at Top of the Gate (1968)
- Bill Evans Trio Live at Art D’Lugoff’s: Top of the Gate (1968)